# Социалдемократическа партия (Тайван)
Социалдемократическата партия, позната също като СДП (на китайски: 社會民主黨; на пинин: Shehuì Mínzhǔ Dǎng), е лявоцентристка социалдемократическа политическа партия в Тайван.
Основана е през 2015 година срещу приемането на споразумението за трансгранични търговски услуги (CSSTA) от управляващата партия „Гоминданг“ на Студентско движение Слънчоглед. Като част от политически феномен, известен като „трета сила“ (第三勢力), в който нови политически партии се стремят да предложат алтернатива на традиционната подредба на тайванската политика, доминирана от зеления лагер, воден от Демократическата прогресивна партия] и от синия лагер, воден от „Гоминдан“.
През местните избори през 2018 г. кандидатът на Социалдемократическата партия Miao Po-ya печели място в Градския съвет на Тайпе. Тя е една от първите открито лесбийки, членове на общинския съвет.
Председател на партията в момента е Лу Хонгджъ.